# 1980年のル・マン24時間レース

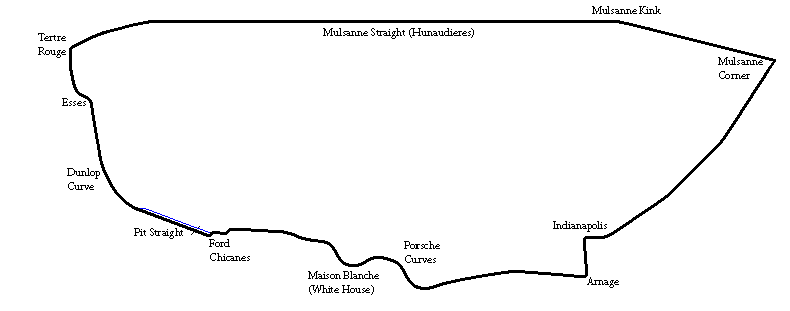
1980年のコース

1980年のル・マン24時間レース（24 Heures du Mans 1980 ）は、48回目のル・マン24時間レースとして、1980年6月14日から6月15日にかけてフランス、ル・マンのサルト・サーキットで行われた。

## 概要
燃料タンクが120リットル以下に制限され、ピットでの燃料補給が50リットル/分でしかできない装置が導入された。すなわち1回のピットインで2分以上掛かり、燃費の悪いターボ車に不利なルールであった。予選と決勝は同一エンジンで走行しなければならないルールであったため、エンジン封印が施された。ル・マン24時間レースでは初めてコンピュータによる自動計時が導入された。
ポルシェワークスはニューマシン開発を優先してポルシェ・924カレラGTのみの参戦となった。ポルシェ陣営エースのジャッキー・イクスはラインホルト・ヨーストと組んでポルシェ・908/80という寄せ集めのマシンで出場、ポルシェ・936と同じ2.1リットルターボエンジンを積んでいたとは言え戦闘力は高くなかった。
地元ル・マンに産まれて「ル・マン24時間レースで好成績を挙げる」を夢見て来たジャン・ロンドーは1976年に初出場、1979年には3位を獲得するに至っていたが、1980年にはフォード・コスワース・DFVエンジンを積んだロンドー・M379Bを3台用意し、1台はアンリ・ペスカロロ/ジャン・ラニョッティ組の15号車、チームオーナー自らドライブするジャン・ロンドー/ジャン＝ピエール・ジョッソー組の16号車、ゴードン・スパイス（Gordon Spice ）/フィリップ・マルタン（Philippe Martin ）/ジャン＝ミシェル・マルタン（Jean-Michel Martin ）組の17号車で出場した。
マツダは予選も通過できなかった1979年の醜態を通じ、マシンの性能以前にそもそもレースに臨む体制の重要性を痛感し、継続的な参戦を模索するため欠場した。
童夢は1979年型を改良した童夢・RL80で参戦した。鈴鹿サーキットや中山サーキットでテストを重ね、万全の体制で臨んだ。トランスミッションの修理やブレーキの部品交換等レースを想定したピット作業の訓練を行ない、ピットストップに必要な時間を割り出し、それに基づいてレースの走行パターンを作成した。それによれば3分50秒で周回し、24時間で20回のピットストップで走れば走行距離は4,909kmとなり、ワークスのポルシェ・936には及ばないがポルシェ・935を上回る可能性がある、という予測になった。スポンサーの関係で1台に集中することとし、クリス・クラフト（Chris Craft ）/ボブ・エバンス組が乗った。
トムスが初めての参戦をした。車両は童夢が設計した童夢セリカターボで、ドイツのシュニッツァーが560PSまでチューニングしたトヨタ・18RGターボエンジンを搭載してエントリーし、童夢と一緒にル・マン入りしたので、合計30名のツアーが組まれた。

### 予選
公式予選の前日は公開練習日となり、公式予選は1日だけとなった。公開練習日も公式予選も雨であった。
有力候補は同じエンジンを使うロンドーであり、童夢への期待は高く、クリス・クラフトは10回出場した中で一番ポテンシャルが高い車両に乗れるということで「優勝も狙える」とものすごいはりきりようであった。公開練習日は雨で、レインタイヤで走った童夢はユノディエールでタイヤがパンクしてストップ、工具を持ったメカニックが対応し、タイヤとリムの相性が悪いことがわかった。公式予選も童夢はミスファイアーを繰り返し、暗くなる直前にやっと治って雨も上がっていたためスリックタイヤで走り3分49秒8をマーク、これはトップと5秒差であり、完全なドライでない点を考慮すれば上位を狙える位置であった。予選順位について、黒井尚志は3分49秒8を出した時点で最高速度340km/hと並んでトップタイムで、これに驚愕した名門チームが続々とタイムアタックしたがタイムはあまり伸びず4位になったにもかかわらず、コンピュータによる自動計時への不信から有力チームがクレームをつけ6位にされてしまい、さらにスタート時にはなぜか7位からのスタートにされていたという。
トムスのセリカはギア比が全く合っておらず、参加65台中62位で予選落ちした。

### 決勝
55台が出走した。決勝も雨であった。
童夢はスタート直後の2周目からギアが入らず次第にペースを落として4周目にピットイン、トラブルはディファレンシャルにまで及んでいたためトランスミッションの完全なオーバーホールをすることになり、3時間12分かかって最下位となり上位入賞の希望は完全に絶たれた。その後3分45秒から3分49秒と当初の想定より速いペースで走れたものの燃料の供給がスムーズでなくなり予定よりピットインの間隔を短くせざるを得ず、順位は上がらなかった。
ポルシェ・935やポルシェ・908/80がトップに立つもトラブルで後退、ロンドー・M379が上位に出た。
25台が完走した。
ジャン・ロンドー/ジャン＝ピエール・ジョッソー組のロンドー・M379、16号車が24時間で4,608.020kmを平均速度192.000km/hで走って優勝、ジャン・ロンドーは「自らの名を冠した自動車でル・マン24時間レースを制した唯一の人物」となった。また小さなコンストラクターがル・マンを制した数少ない例でもある。
ジャッキー・イクス/ラインホルト・ヨースト組のポルシェ・908/80、9号車は2位。ポルシェ・924カレラGTは4号車が6位、2号車が12位、3号車が13位で完走を果たした。
童夢は多くのトラブルに見舞われたが致命的なトラブルはなく24時間走り続けてトップの70%以上となる246周を走り、最下位の25位ながら日本車では初めてとなる正式な完走を果たし、さらに最も優秀なサポートチームに与えられるETCRA賞を獲得した。予選決勝を通じてラップタイムでも最高速度でも最速の部類に属しており、林みのるは納得できる成績を残すために必要なのは経験だけだと考え、次年の参戦を決めた。